# Györgyike (település)
Györgyike (horvátul: Jurovec, vendül Jürovci), falu  Horvátországban, Muraköz megyében. Közigazgatásilag Muraszentmárton községhez tartozik.

## Fekvése
Csáktornyától 20 km-re északnyugatra, községközpontjától Muraszentmártontól 2 km-re nyugatra a Mura jobb partján  fekszik.

## Története
Három kisebb falu: Györgyike (Jurovecz), Tündérlak (Lapsina) és Nemesbükkösd (Bukovje) egyesüléséből alakult ki a 19. század legelején
2001-ben 267 lakosa volt.

## Külső hivatkozások
- Muraszentmárton honlapja
- Muraszentmárton község honlapja (horvát nyelven)